# مثيلة الحمض النووي الريبوزي المنقوص الأكسجين

مثيلة الحمض النووي هي عملية بيولوجية تُضاف فيها مجموعات الميثيل إلى جزيء الحمض النووي. يمكن أن تغير عملية المثيلة نشاط جزء من الحمض النووي دون تغيير التسلسل الأساسي له، وتؤدي مثيلة الحمض النووي عادةً إلى منع نسخ الجينات.
تعد عملية مثيلة الحمض النووي أمرًا ضروريًا للتطور الطبيعي عند الثديات، وترتبط بعدد من العمليات الحيوية الرئيسية مثل نسخ الجينات، وتعطيل الكروموسوم إكس، وتعطيل العناصر القابلة للنقل، والشيخوخة، والتسرطن.
يمكن ميثلة اثنتين فقط من قواعد الحمض النووي الأربعة (السيتوزين والأدينين). تلاحظ عملية مثيلة السيتوزين في كل من حقيقيات النوى وبدائيات النوى، ولكن معدل مثيلة الحمض النووي للسيتوزين يمكن أن يختلف اختلافاً كبيراً بين الأنواع:
- 14% عند بعض النباتات الكرنبية.
- 4% - 8% عند بعض أنواع الفطور.
- 7.6% عند فأر المنزل.
- 2.3% عند جرثومة الإشريكية الكولونية.
- 0.03% عند ذبابة الفاكهة.
- 0.006% عند بكتيريا الديكتيوستيليوم.
- 0.0003% - 0.0002% عند بعض أنواع الديدان الخيطية.

أما بالنسبة لميثيلة الأدنين فقد اكتشف عند البكتيريا والنباتات، ومؤخرًا عند الثدييات.

## في الثدييات

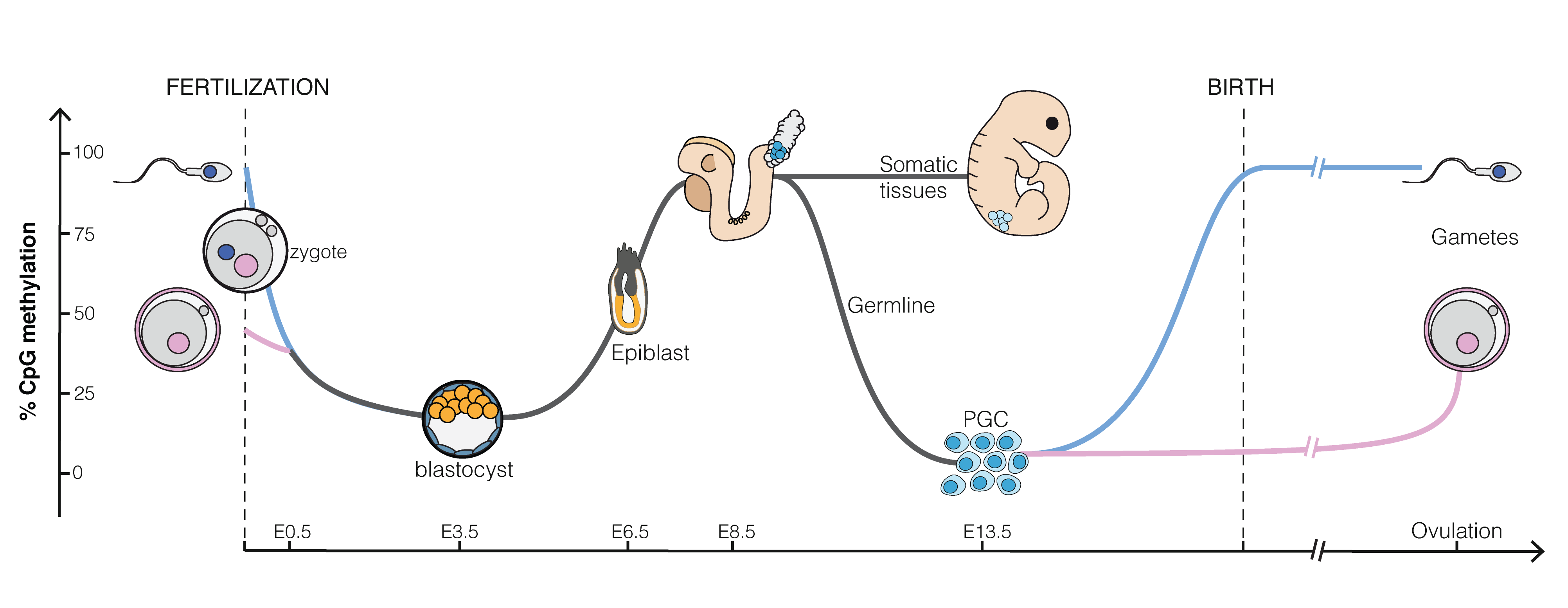
ديناميكيات إعادة برمجة مثيلة الحمض النووي (DNA) في أجنة الفأر

### أثناء التطور الجنيني
تحذف أنماط مثيلة الحمض النووي ثم يعاد تشكيلها بين الأجيال المتعاقبة في الثدييات. تحذف جميع جزيئات الميثيلة الموروثة من الوالدين تقريبًا، أولاً أثناء نمو البيضة الملقحة، ومرة أخرى خلال مراحل التطور الجنيني المبكرة.
يحدث نزع للميثيل في مرحلة التطور الجنيني المبكر خلال فترة ما قبل التعشيش تحديدًا، ويحدث ذلك على مرحلتين: الأولى في فترة البيضة الملقحة، ثم خلال دورات التكاثر الجنينية الأولى، ثم تحدث موجة من المثيلة أثناء مرحلة تعشيش الجنين، أما في مرحلة ما بعد التعشيش، تكون أنماط المثيلة خاصة بالأنسجة، مع حدوث تغييرات من شأنها أن تحدد استمرارية كل نوع من الخلايا على المدى الطويل.
لا تعد مثيلة الحمض النووي ضرورية في حد ذاتها لإيقاف نسخ الحمض النووي، ولكن العلماء يؤكدون أهميتها لإيقاف نسخ الحمض النووي، ويبدو أنَّ مثيلة الحمض النووي أمرًا بالغ الأهمية لتثبيط الصبغي إكس، وفي هذه الحالة تختلف الجينات التي يعبر عنها حسب حالة المثيلة، ويؤدي فقدان مثيلة الحمض النووي إلى إيقاف عملية النسخ وإعادة التعبير عن جينات معينة في الخلايا الجسدية. تغير بعض الجينات حالة المثيلة أثناء التطور الجنيني، ويبدو أن مثيلة الحمض النووي ضرورية جدًا في الخلايا المتمايزة، فإزالة أي ميثيل ترانسفيراز لحمض نووي تؤدي إلى الوفاة أثناء الحياة الجنينية أو بعد الولادة مباشرة، وعلى النقيض من ذلك يمكن الاستغناء عن مثيلة الحمض النووي في الخلايا غير المتمايزة مثل الخلايا الأرومية أو الخلايا المنتشة البدائية أو الخلايا الجذعية الجنينية. تتدخل مثيلة الحمض النووي مباشرة في تنظيم عدد محدود فقط من الجينات، ولذلك يبقى فهم كيفية يسبب غياب مثيلة الحمض النووي موت الخلايا المتمايزة غير واضح حتى الآن.

### السرطان
يلاحظ فرط مثيلة الحمض النووي في العديد من الأمراض مثل السرطان، ما يؤدي إلى إيقاف نسخ الحمض النووي، وقد تورث هذه الخصائص للخلايا الجديدة الناتجة عن انقسام الخلية الأم. حُددت العديد من اضطرابات مثيلة الحمض النووي كعنصر مهم في تطور السرطان، وقد اكتشفت هذه التعديلات مبكرًا ورُبطت بعدم استقرار الجينات وتوقف عملية نسخ الحمض النووي. يرتبط فرط المثيلة بالمحرضات التي يمكن أن تنشأ عن تعطيل الجينات (تثبيط الجينات الورمية)، ويمكن أن يكون هدفًا لعلاج السرطان اللاجيني.
لاحظ العلماء حدوث تنشيط أو تعطيل لمئات الجينات في سياق عملية التسرطن، وعلى الرغم من أن تعطيل بعض الجينات يحدث عن طريق الطفرات، ولكن نسبة كبيرة من تعطيل الجينات المسببة للسرطان نتيجة لاضطرابات مثيلة الحمض النووي، وتحدث عملية مثيلة الحمض النووي التي تسبب كبح التسرطن عادةً في مواقع الحمض النووي التي تتواجد في جينات ترميز البروتين.

### تصلب الشرايين
ثبت تورط العديد من الاضطرابات الجينية مثل مثيلة الحمض النووي في أمراض القلب والأوعية الدموية، ومنها تصلب الشرايين. أظهرت الأبحاث على النماذج الحيوانية لتصلب الشرايين وجود نقص مثيلة شامل مع وجود مناطق خاصة في الجينات فيها نشاط كبير في عملية المثيلة، ويمكن استخدام تنوع أشكال مثيلة الحمض النووي كمؤشر حيوي مبكر لتصلب الشرايين نظرًا لوجودها قبل أن يصبح تصلب الشرايين عرضي، ما يوفر أداة مبكرة للكشف عن هذا المرض والوقاية من مخاطره.
تستهدف عملية المثيلة هذه نوعين من خلايا الدم بشكل خاص هما الخلايا اللمفاوية والخلايا وحيدة النوى، وغالبًا ما تصاب هذه الخلايا بنقص شامل في عملية المثيلة. اقتُرحت العديد من الآليات لتفسير هذا النقص الشامل في المثيلة منها ارتفاع مستويات الهوموسيستين والتي تسبب فرط هوموسيستين الدم، وهو عامل خطر معروف للإصابة بأمراض القلب والأوعية الدموية. تمنع المستويات العالية من الهوموسيستين في البلازما أنزيمات ترانسفيراز ميثيل الحمض النووي، ما يسبب نقص عملية المثيلة. تؤثر عملية نقص مثيلة الحمض النووي على الجينات التي تسيطر على تكاثر خلايا العضلات الملساء للأوعية، وتسبب خللاً في الخلايا البطانية، وتزيد من مستويات العوامل الالتهابية، وكلها أسباب مهمة لحدوث آفات تصلب الشرايين. تؤدي المستويات المرتفعة من الهوموسيستين أيضًا إلى فرط مثيلة في المنطقة المحفزة لجين مستقبلات هرمون الأستروجين ألفا، ما يتسبب في كبح هذه المستقبلات التي تحمي من تصلب الشرايين.

### الشيخوخة
يمكن استخدام مستويات مثيلة الحمض النووي لتقدير عمر الأنسجة وأنواع الخلايا بدقة وتشكيل ساعة جينية دقيقة عند البشر والثدييات الأخرى.
أظهرت دراسة طويلة الأمد على الأطفال التوائم بين أعمار 5 – 10 سنوات أن هناك اختلافًا في عملية المثيلة بسبب التأثيرات البيئية وليس الجينية، وهناك نقص شامل في مثيلة الحمض النووي أثناء الشيخوخة، مع ملاحظة بعض الاستثناءات في بعض الجينات التي تزداد فيها عملية المثيلة مع تقدم العمر مثل جينات مستقبلات هرمون الأستروجين وعامل النمو الشبيه بالأنسولين.

### الدماغ
أكدت دراستان منفصلتان أن تغييرات مثيلة الحمض النووي في الخلايا العصبية في الدماغ مهمة في عمليتي التعلم والذاكرة، وقد تأكدت هذه الفرضية من خلال التجارب التي أجريت لدراسة بعض عمليات التعلم والذاكرة عند الفئران والجرذان. لوحظ أن تطوير عمليات التعلم عند الجرذان يرتبط بمثيلة آلاف السيتوزينات في الحمض النووي في جينات الخلايا العصبية لهذه الجرذان، أما عند الفئران فقد لوحظ أن 9.2% من جينات الخلايا العصبية تحدث فيها عملية مثيلة في سياق التعلم، وعند إعادة الدراسة بعد أربعة أسابيع تبين حدوث إعادة ترتيب شاملة لعملية المثيلة في منطقة الحصين وهي المنطقة المسؤولة عن الذاكرة في الدماغ.